# 애쉬 vs 이블 데드
《애쉬 vs 이블 데드》(영어: Ash vs Evil Dead)는 2015년부터 2018년까지 방영된 이블 데드의 TV 시리즈이다.